# Premierzy Laosu

## Chronologiczna lista (1945–)

### Królestwo Laosu (1945–1975)
| # | #   | Portret | Imię i nazwisko                      | Kadencja             | Kadencja             | Partia polityczna                   |
| # | #   | Portret | Imię i nazwisko                      | Od                   | Do                   | Partia polityczna                   |
| - | --- | ------- | ------------------------------------ | -------------------- | -------------------- | ----------------------------------- |
|   | 1   |         | Phetsarath Ratanavongsa (1890–1959)  | 8 kwietnia 1945      | 20 października 1945 | Lao Issara                          |
|   | —   |         | Phaya Khammao (1911–1984)            | 20 października 1945 | 23 kwietnia 1946     | Lao Issara                          |
|   | 2   |         | Kindavong (1900–1951)                | 23 kwietnia 1946     | 15 marca 1947        | bezpartyjny                         |
|   | 3   |         | Souvannarath (1893–1960)             | 15 marca 1947        | 25 kwietnia 1948     | bezpartyjny                         |
|   | 4   |         | Boun Oum (1912–1980)                 | 25 marca 1948        | 24 lutego 1950       | bezpartyjny                         |
|   | 5   |         | Phoui Sananikone (1903–1983)         | 24 lutego 1950       | 15 października 1951 | Partia Niezależna                   |
|   | 6   |         | Savang Vatthana (1907–1978?)         | 15 października 1951 | 21 listopada 1951    | bezpartyjny                         |
|   | 7   |         | Souvanna Phouma (1901–1984)          | 21 listopada 1951    | 25 października 1954 | Narodowa Partia Postępowa           |
|   | 8   |         | Katay Don Sasorith (1904–1959)       | 25 października 1954 | 21 marca 1956        | Narodowa Partia Postępowa           |
|   | (7) |         | Souvanna Phouma (1901–1984)          | 21 marca 1956        | 17 sierpnia 1958     | Narodowa Partia Postępowa           |
|   | (5) |         | Phoui Sananikone (1903–1983)         | 17 sierpnia 1958     | 31 grudnia 1959      | Partia Niezależna                   |
|   | —   |         | Sounthone Pathammavong (1911–1989)   | 31 grudnia 1959      | 7 stycznia 1960      | Komitet Obrony Interesów Narodowych |
|   | 9   |         | Kou Abhay (1892–1964)                | 7 stycznia 1960      | 3 czerwca 1960       | bezpartyjny                         |
|   | 10  |         | Somsanith Vongkotrattana (1913–1975) | 3 czerwca 1960       | 15 sierpnia 1960     | Komitet Obrony Interesów Narodowych |
|   | (7) |         | Souvanna Phouma (1901–1984)          | 30 sierpnia 1960     | 13 grudnia 1960      | Laotański Neutralny Front           |
|   |     |         | Quinim Pholsena (1915–1963)          | 11 grudnia 1960      | 13 grudnia 1960      | Partia Pokoju i Neutralności        |
|   | (4) |         | Boun Oum (1912–1980)                 | 13 grudnia 1960      | 23 czerwca 1962      | bezpartyjny                         |
|   | (7) |         | Souvanna Phouma (1901–1984)          | 23 czerwca 1962      | 2 grudnia 1975       | Laotański Neutralny Front           |

### Laotańska Republika Ludowo-Demokratyczna (1975–)
| # | #  | Portret | Imię i nazwisko                   | Kadencja         | Kadencja         | Partia polityczna                   |
| # | #  | Portret | Imię i nazwisko                   | Od               | Do               | Partia polityczna                   |
| - | -- | ------- | --------------------------------- | ---------------- | ---------------- | ----------------------------------- |
|   | 11 |         | Kaysone Phomvihane (1920–1992)    | 8 grudnia 1975   | 15 sierpnia 1991 | Laotańska Partia Ludowo-Rewolucyjna |
|   | 12 |         | Khamtai Siphandon (1924–2025)     | 15 sierpnia 1991 | 24 lutego 1998   | Laotańska Partia Ludowo-Rewolucyjna |
|   | 13 |         | Sisavath Keobounphanh (1928–2020) | 24 lutego 1998   | 27 marca 2001    | Laotańska Partia Ludowo-Rewolucyjna |
|   | 14 |         | Bounnhang Vorachith (1937–)       | 27 marca 2001    | 8 czerwca 2006   | Laotańska Partia Ludowo-Rewolucyjna |
|   | 15 |         | Bouasone Bouphavanh (1954–)       | 8 czerwca 2006   | 23 grudnia 2010  | Laotańska Partia Ludowo-Rewolucyjna |
|   | 16 |         | Thongsing Thammavong (1944–)      | 23 grudnia 2010  | 20 kwietnia 2016 | Laotańska Partia Ludowo-Rewolucyjna |
|   | 17 |         | Thongloun Sisoulith (1945–)       | 20 kwietnia 2016 | 22 marca 2021    | Laotańska Partia Ludowo-Rewolucyjna |
|   | 18 |         | Phankham Viphavanh (1951–)        | 22 marca 2021    | 30 grudnia 2022  | Laotańska Partia Ludowo-Rewolucyjna |
|   | 19 |         | Sonexay Siphandone (1966–)        | 30 grudnia 2022  | nadal            | Laotańska Partia Ludowo-Rewolucyjna |